# Jean Goldkette
Jean Goldkette (18 de marzo de 1893 - 24 de marzo de 1962) fue un músico de jazz que de desempeñó como pianista y director de orquesta.

## Biografía
Goldkette nació el 18 de marzo de 1899 en Valenciennes, Francia, aunque una investigación Grove Dictionary of Music and Musicians de 2015 sitúa su nacimiento en Patras, Grecia, en 1893.  Su madre, Angela Goldkette, era una artista de circo danesa. Su padre es desconocido.
Pasó su infancia en Grecia y Rusia, donde estudió piano en el Conservatorio de Moscú como un niño prodigio.  La familia emigró a los Estados Unidos en 1911. Actuó en un conjunto clásico en Chicago a la edad de 18 años y luego se unió a una de las orquestas de baile de Edgar Benson.
Tras alquilar un salón de baile en Detroit en los años 20, formó una banda que creció hasta el éxito y fue la base de un imperio comercial que llegó a gestionar varias bandas y locales de baile. Sin embargo, debido a los efectos económicos del Crac del 29, en 1936 se declaró en quiebra. Se casó con Lee McQuillen, una periodista, el 4 de marzo de 1939. 

## Carrera musical
Dirigió muchas bandas de jazz, de las cuales la más popular fue la Victor Recording Orchestra de 1924-1929. La banda derrotó a la orquesta de Fletcher Henderson en un concurso de batalla de bandas. El arreglista principal fue Bill Challis y entre los músicos figuraban nombres como Bix Beiderbecke, Steve Brown, Hoagy Carmichael, Jimmy Dorsey, Tommy Dorsey, Eddie Lang, Chauncey Morehouse, Don Murray, Bill Rank y Spiegle Willcox . Rex Stewart, miembro de la banda de Henderson, escribió que "Fue, sin duda, la más grande del mundo... la predecesora original de cualquier gran orquesta de baile, hasta la llegada de Benny Goodman". Brian Rust también la llamó "la mejor banda de todas".
Goldkette fue director musical del Detroit Athletic Club durante más de 20 años y copropietario del Graystone Ballroom en Detroit con Charles Horvath, quien actuó con Goldkette Victor Band en sus primeros años. Era dueño de su propia compañía de entretenimiento, Jean Goldkette's Orchestras and Attractions, que trabajaba en el Book-Cadillac Hotel en Detroit. Coescribió la canción "It's the Blues", que fue grabada en Detroit y lanzada por Victor Records. También escribió la letra de la canción de 1926 "New Steps".
En 1927, Paul Whiteman contrató a la mayoría de los músicos de Goldkette debido a la incapacidad de este para cubrir la nómina de sus músicos de primer nivel. Goldkette ayudó a organizar Cotton Pickers de McKinney y Orange Blossoms de Glen Gray, que se hizo popular como la Orquesta Casa Loma. En la década de 1930, dejó el jazz para trabajar como agente de contratación y pianista clásico. En 1939, organizó la Orquesta Sinfónica Americana que debutó en el Carnegie Hall. Frankie Laine trabajó como bibliotecario de Goldkette. 
Se mudó a California en 1961 y al año siguiente murió en Santa Bárbara de un infarto a la edad de 69 años.